# フラナリー・オコナー
フラナリー・オコナー（Flannery O'Connor, 1925年3月25日 - 1964年8月3日）は、アメリカ合衆国ジョージア州サバンナ生まれの作家。

## 生涯
不動産業を営む家庭に一人っ子として生まれる。

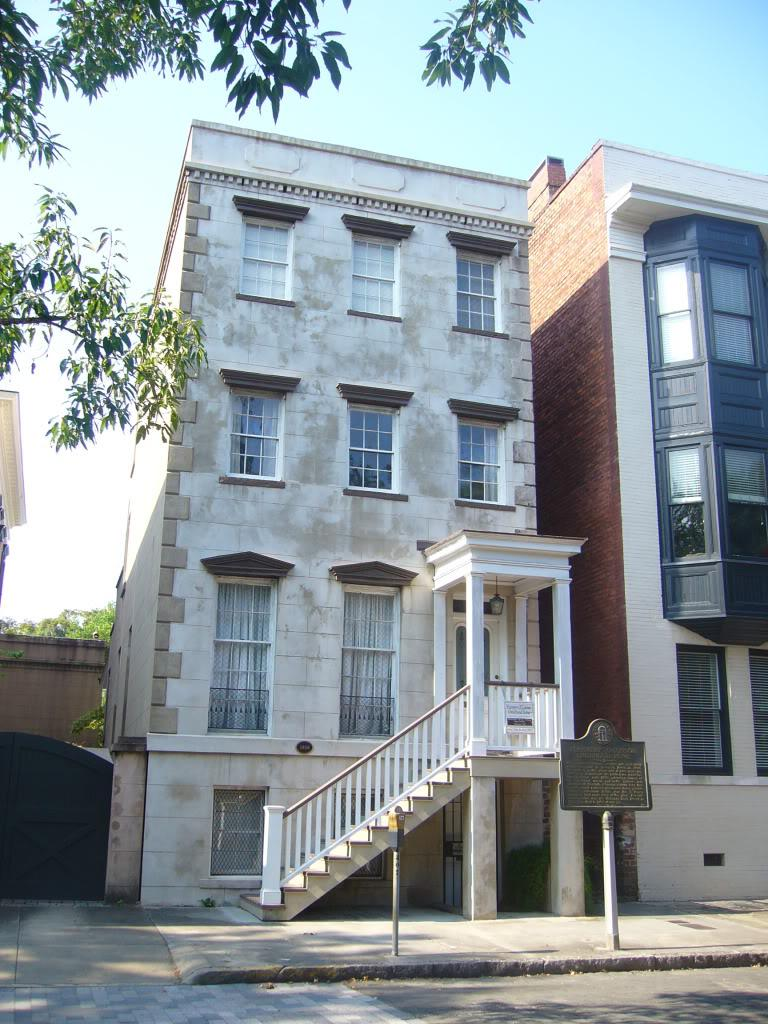
ジョージア州サバンナにあるオコナーの生家。

11歳の頃から絵を描き始め、同時に文章も書き始める。大学生のころまでは画家になることを目指していた。
16歳のときに紅斑性狼瘡（全身性エリテマトーデス）という難病で父親を失い、母親との2人暮らしをおくるようになる。進学してジョージア州立大学（現在のGeorgia College & State University）を卒業後、1945年よりアイオワ州立大学で創作を学びつつ、諷刺画をいくつかの雑誌に投稿したがいずれも断られる。
1946年に短篇「ゼラニウム」が雑誌に掲載され、この頃から創作に集中するようになり、長篇小説を書き始める。
1949年、詩人のロバート・フィッツジェラルドとその妻サリーと知り合い、コネティカット州にある夫妻の家に同居し小説の執筆に打ち込むが、1950年末に高熱を出して入院。当初はリューマチ性関節炎と診断されるも、その後、父親と同じ紅斑性狼瘡という難病に冒されていることが分かった。
以後はジョージア州ミレッジヴィル郊外にある農場で、酪農を営む母親に看護されながら創作と治療を続けるようになる。自宅には孔雀を飼い、インタビューや講演の依頼に応じていた。
カトリック教会について独自の意見をもち、終生抱き続けた。死後も著作が出版され、彼女の名を冠したフラナリー・オコナー短編小説賞が設立された。

## 作風
アメリカ南部を舞台にした作品を著し、短篇小説の名手としても知られる。南部ゴシックに分類されることもある小説を成り立たせる特質として、オコナーは秘義（Mystery）と習俗（Manners）についての感覚をあげ、習俗を通して人間の存在にある秘義を具体的にあらわすのが小説のつとめだとする。この点で、濃密な風習や南部アメリカ英語の多様な方言を南部の利点としているが、自身はそれを通して普遍的な問題を書いており、南部について書いているのではないとしている。また、よく描く題材として人間の不完全さ、暴力などをあげる。
カトリック司祭テイヤール・ド・シャルダンの思想に共鳴し、短篇『高く昇って一点へ』の題名は、シャルダンの思想にあるオメガ（究極・到達）点の発想をもとにしている。
また、フランスの哲学者ジャック・マリタンに影響を受けた。芸術家であることとキリスト教徒であることに断絶があってはならないというマリタンの考えは、若き日のオコナーの心を強くとらえ、生涯の課題となった。

## その他
- 日本では、大江健三郎が小説のモチーフとして、またエッセイなどでしばしばオコナーに言及している。

## 主な著作
※下記は日本語訳

### 長篇
- Wise Blood （1952年）
  - 『賢い血』 須山静夫訳、冨山房、1970年／ちくま文庫、1999年。
- The Violent Bear It Away （1960年）
  - 『烈しく攻むる者はこれを奪う』 佐伯彰一訳、新潮社、1971年／文遊社、2013年。

### 短篇集
- A Good Man Is Hard To Find （1955年）
  - 『善人はなかなかいない』（その他の訳題『いい人はザラにはいない』『善人、見つけがたし』『善人はそういない』）
    - 『善人はなかなかいない　フラナリー・オコナー作品集』 横山貞子訳、筑摩書房、1998年
- Everything That Rises Must Converge （1965年）。死後刊行の短篇集
  - 『すべて上昇するものは一点に集まる』（その他の訳題『高く昇って一点へ』）
- The Complete Stories of Flannery O'Connor （1971年）
  - 『オコナー短編集』 須山静夫訳、新潮社〈新潮文庫〉、1974年 - 原著より7編を訳出。原著は全米図書賞を受賞。
    - The River 「川」
    - A Circle in the Fire 「火のなかの輪」
    - The Artificial Nigger 「黒んぼの人形」
    - Good Country People 「善良な田舎者」
    - Everything That Rises Must Converge 「高く昇って一点へ」
    - Revelation 「啓示」
    - Parker's Back 「パーカーの背中」
- 『フラナリー・オコナー全短篇』（上下）、横山貞子訳、筑摩書房、2003年／ちくま文庫、2009年、復刊2018年。
上巻は、短篇集『善人はなかなかいない』と初期作品を収録
下巻は、短篇集『すべて上昇するものは一点に集まる』と後期作品を収録
  - A Good Man Is Hard to Find 「善人はなかなかいない」
  - The River 「河」
  - The Life You Save May Be Your Own 「生きのこるために」
  - A Stroke of Good Fortune 「不意打ちの幸運」
  - A Temple of the Holy Ghost 「聖霊のやどる宮」
  - The Artificial Nigger 「人造黒人」
  - A Circle in the Fire 「火の中の輪」
  - A Late Encounter with the Enemy 「旧敵との出逢い」
  - Good Country People 「田舎の善人」
  - The Displaced Person 「強制追放者」
  - The Geranium 「ゼラニウム」
  - The Barber 「床屋」
  - Wildcat 「オオヤマネコ」
  - The Crop 「収穫」
  - The Turkey 「七面鳥」
  - The Train 「列車」
  - Everything That Rises Must Converge 「すべて上昇するものは一点に集まる」
  - Greenleaf 「グリーンリーフ」
  - A View of the Woods 「森の景色」
  - The Enduring Chill 「長引く悪寒」
  - The Comforts of Home 「家庭のやすらぎ」
  - The Lame Shall Enter First 「障害者優先」
  - Revelation 「啓示」
  - Parker's Back 「パーカーの背中」
  - Judgment Day 「よみがえりの日」
  - The Partridge Festival 「パートリッジ祭」
  - Why Do the Heathen Rage? 「なにゆえ国々は騒ぎ立つ」

### その他の著作
- Mystery and Manners （1969年） エッセイ集
  - 『秘義と習俗　フラナリー・オコナー全エッセイ集』

サリー＆ロバート・フィッツジェラルド編、上杉明訳、春秋社、1982年、改訂版1999年。
- The Habit of Being : Letters of Flannery O'Connor （1979年） 書簡集
  - 『存在することの習慣　フラナリー・オコナー書簡集』

サリー・フィッツジェラルド編、横山貞子訳、筑摩書房、2007年。
- The Presence of Grace: and Other Book Reviews （1983年） 書評集